# El valiente tostadorcito
El valiente tostadorcito (título original en inglés The Brave Little Toaster) es una novela escrita en 1986 por Thomas M. Disch y dirigida al público infantil o, según las propias palabras del autor, "un cuento para dormir para pequeños electrodomésticos". La historia se centra en cinco pequeños electrodomésticos —la Lámpara (una Tensor lámpara extensible), la Manta (una manta/esterilla eléctrica), la Radio (una radio/reloj despertador del AM de la plástico), el Aspirador (una Hoover aspirador) y la Tostador (una Sunbeam tostador)— en su aventura para encontrar a su dueño.
La primera aparición de la historia fue en el número de agosto de 1980 de la revista The Magazine of Fantasy & Science Fiction. Aunque apareció en una revista de circulación general, la historia fue escrita con el estilo de una fábula para niños. Fue una de las historias de ciencia ficción y fantasía más populares de principios de 1980 y fue nominada a los premios Hugo y Nébula a la mejor novela corta. También ganó los premios Locus, Seiun y British SF Association. Posteriormente publicada como libro independiente. Fue muy bien recibida por la crítica. Anna Quindlen, escribiendo para el New York Times, lo llamó "un libro maravilloso para un cierto tipo de adultos excéntricos. Tú sabes quién eres. Cómpralo para tus hijos y léelo para ti." y también sugirió que el libro carecía de una audiencia claramente definida.
En 1987, la novela fue adaptada por Disch como una película de dibujos animados (La tostadora valiente). La película contiene muchas diferencias respecto al libro, pero es esencialmente la misma historia.